# Имигрантката (филм)
„Имигрантката“ (на английски: The Immigrant) е американски драматичен филм на режисьора Джеймс Грей с участието на Марион Котияр, Хоакин Финикс и Джеръми Ренър. Филмът е показан през 2013 г. на филмовия фестивал в Кан, където се състезава за „Златна палма“ като част от основната програма.
Филмът получава като цяло положителни отзиви от критиците. Изпълнението на Котияр печели наградата на Националното дружество на филмовите критици за най-добра актриса, наградата на Нюйоркския кръг на филмовите критици за най-добра актриса и наградата на Асоциацията на филмовите критици в Торонто за най-добра актриса.

## Сюжет
През 1921 г. сестрите полски католички Ева (Марион Котияр) и Магда (Анджела Сарафян) пристигат на остров Елис, Ню Йорк като имигранти, търсещи по-добър живот, след като са избягали от опустошения си дом в Полша след Първата световна война. Магда е под карантина заради белодробно заболяване. Ева почти е депортирана, но Бруно (Хоакин Финикс), който е евреин и твърди, че е от Обществото за помощ на пътешествениците, забелязва нея и нейното владеене на английски, подкупва офицер да я пусне и я отвежда в дома си. Знаейки, че Ева трябва да направи пари, за да освободи Магда, Бруно я кара да танцува в театъра „Убежището на бандитите“ и да проституира. Той също прави романтични предложения, но Ева се съпротивлява.
Ева търси роднините си емигранти, живеещи в Ню Йорк, но нейният чичо я предава на властите; той казва, че е чул, че тя е имала проблеми, защото е участвала в незаконно поведение на кораба от Европа, и иска да се дистанцира от приютяването на проститутка. Полицаите я връщат на остров Елис и отново е планирана за депортиране. Докато е на остров Елис, Ева гледа представление на Емил (братовчед на Бруно, изкарващ прехраната си като илюзионист, наречен Орландо; изигран от Джереми Ренър); след изпълнението си той ѝ връчва бяла роза. На следващата сутрин Бруно успява да я освободи.
Ева среща Емил отново в Бандитското убежище. Емил моли Ева да излезе на сцената, за да му помогне в неговия трик с четене на мисли, но мъжете в публиката започват да подвикват обидно на Ева. Сцената завършва със сбиване между Бруно и Емил и с уволнението на Бруно и момичетата от театъра. Скоро след това Бруно кара своите „гълъбчета“ да дефилират из Сентръл Парк, за да привлекат мъже да спят с тях. Поредната среща между Емил и Ева доказва чувствата на Емил към нея. Емил се влюбва в Ева, за голямо недоволство на Бруно, което предизвиква продължителни и интензивни конфликти между двамата мъже. Един жесток конфликт завършва с хвърлянето на Бруно в затвора за една нощ.
Един ден Емил се промъква в дома на Бруно, за да види Ева. Докато е там, той обещава да ѝ вземе парите, за да спаси сестра ѝ, за да могат всички заедно да напуснат Ню Йорк. По стечение на обстоятелствата малко след това обещание Емил се скрива, докато Бруно се връща. Бруно също дава обещание на Ева: той трябва да ѝ уреди среща със сестра ѝ. Но Емил прекъсва Бруно, като вади незареден пистолет и го насочва към него. Емил дърпа спусъка само за да го изплаши, но опитът му да сплаши Бруно има обратен ефект, тъй като Бруно го намушква до смърт при очевидна самозащита.
Преодолявайки шока и страданието от смъртта, Бруно и Ева изхвърлят тялото на Емил на улицата през нощта, за да се отърват от нежеланото полицейско разследване, но на полицията се казва от друга проститутка, с която Ева е имала конфликти, че Ева е убила Емил. Бруно крие Ева от полицията, която след това го бие жестоко и открадва голяма пачка с пари, които е носел. Ева научава, че Бруно е имал достатъчно пари, за да плати за освобождаването на сестра ѝ през цялото време, но го е крил от нея, тъй като не е искал тя да го напусне. Бруно твърди, че сега е променил мнението си и би помогнал на Ева и сестра ѝ, ако имаше пари. Ева отново се свързва с леля си и я моли успешно да ѝ даде парите за Магда. С тях Бруно плаща на своя контакт на остров Елис да освободи сестрата на Ева и дава на двете билети до Калифорния. Ева и Магда заминават, а разкаялият се Бруно остава в Ню Йорк, възнамерявайки да признае пред полицията за убийството на Емил.

## В ролите
- Марион Котияр като Ева Цибулска
- Хоакин Финикс като Бруно Вайс
- Джеръми Ренър като магьосника Орландо / Емил
- Елена Соловей като Рози Херц
- Дагмара Доминчик като Белва
- Майя Вампушис като леля Едита
- Анджела Сарафян като Магда Цибулска
- Илия Волок като Войтек
- Антони Короне като Томас Макнали
- Питър Макроби като д-р Нокс
- Кевин Кенън като мисионер
- София Блек-Д’Елиа като Not Magda

- Хоакин Финикс (Бруно)
- Марион Котияр (Ева)
- Джеръми Ренър (Емил)